# Ctenicera aplastoides
Ctenicera aplastoides là một loài bọ cánh cứng trong họ Elateridae. Loài này được Van Dyke miêu tả khoa học năm 1932.